# عشيش آيت إعزى (آيت إعزى)
عشيش آيت إعزى هو دُوَّار يقع بجماعة حصيا، إقليم تنغير، جهة درعة تافيلالت في المملكة المغربية. ينتمي الدوّار لمشيخة آيت إعزى التي تضم 13 دوار. يقدر عدد سكانه بـ 1511 نسمة حسب الإحصاء الرسمي للسكان والسكنى لسنة 2004.

## روابط خارجية
- البوابة الوطنية للجماعات الترابية نسخة محفوظة 12 مارس 2018 على موقع واي باك مشين.
- المندوبية السامية للتخطيط